# 17 octobre en sport
17 septembre 17 novembre
Chronologies thématiques
- Croisades
- Ferroviaires
- Disney

Le 17 octobre (290e jour de l'année ou le 291e en cas d'année bissextile) en sport.

## Événements

### XIXesiècle
- 1860 :
  - (Golf) : première édition de l'Open britannique. L'Écossais Willie Park, Sr. s’impose à Prestwick sur sept autres concurrents après trois parcours de douze trous[1].
- 1879 :
  - (Football) : l’instituteur écossais James Allan fonde le club de football anglais The Sunderland and District Teacher’s Association (futur Sunderland AFC, qui pourra s'aligner dès 1880).
- 1890 :
  - (Baseball) : aux États-Unis, fin de la 7e édition des World's Championship Series entre les champions de American Association et de la Ligue nationale. Les Brooklyn Bridegrooms s'imposent (3-3-1) face aux Louisville Colonels.

### XXesièclede1901à1950
- 1948 :
  - (Football) : : en match amical, au stade de Colombes, la France et la Belgique font match nul sur le score de 3-3 — buts pour la France : Pierre Flamion (9e, 50e), Jean Baratte (22e) ; buts pour la Belgique : Jef Mermans (23e), Pol Anoul (52e), Freddy Chaves (66e).
  - (Sport automobile) : Grand Prix automobile de Monza.

### XXesièclede1951à2000
- 1981 :
  - (Formule 1) : Grand Prix automobile de Las Vegas.
- 1999 :
  - (Formule 1) : Grand Prix automobile de Malaisie.

### XXIesiècle
- 2007 :
  - (Football) : Thierry Henry devient le meilleur buteur de l'équipe de France (43 buts) en marquant 2 buts face à la Lituanie pour les qualifications de l'euro 2008 à la Beaujoire (Nantes). Il devance Michel Platini (41 buts).
- 2016 :
  - (Football /Ligue 1) : l'Olympique de Marseille annonce l’officialisation du rachat du club par l'homme d'affaires américain Frank McCourt. Ce nouvel élan se matérialise par la nomination à la présidence du club de Jacques-Henri Eyraud[2].
- 2020 :
  - (Cyclisme sur route /Tour d'Italie) : sur la 14e étape du Tour d'Italie qui se déroule sous la forme d'un contre-la-montre individuel entre Conegliano et Valdobbiadene, sur une distance de 34,1 km, victoire de l'Italien Filippo Ganna. Le Portugais João Almeida conserve le maillot rose.
  - (Rugby à XV /Coupe d'Europe) : en finale de la Coupe d'Europe de rugby à XV qui se déroule à l'Ashton Gate Stadium de Bristol, victoire du club anglais Exeter Chiefs face au club français Racing 92 31 - 27[3].
- 2022
  - (Football) : Remise du  Ballon d'or (meilleur joueur), du Ballon d'or féminin (meilleure joueuse), du Trophée Kopa (meilleur joueur de moins de 21 ans) et du Trophée Yachine (meilleur gardien).

## Naissances

### XIXesiècle
- 1851 : 
  - Reginald Courtenay Welch, footballeur anglais. (2 sélections en équipe nationale). († 4 juin 1939).
- 1876 :
  - Hippolyte Aucouturier, cycliste sur route français. Vainqueur des Paris-Roubaix 1903 et 1904 puis des Bordeaux-Paris 1903 et Bordeaux-Paris 1905. († 22 avril 1944).
- 1883 : 
  - Thaddeus Shideler, athlète de haies américain. Médaillé d'argent du 110m haies aux Jeux de Saint-Louis 1904. († 22 juin 1966).
- 1890 :
  - Roy Kilner, joueur de cricket anglais. (5 sélections en Test cricket). († 5 avril 1928).
- 1892 :
  - Duncan McPhee, athlète de demi-fond britannique. Médaillé d'argent du 3 000m par équipes aux Jeux d'Anvers 1920. († 22 septembre 1950).

### XXesièclede1901à1950
- 1921 : 
  - Maria Gorokhovskaya, gymnaste soviétique puis israélienne. Championne olympique du concours général individuel et par équipes puis médaillée d'argent du saut de cheval, des barres asymétriques, de la poutre, du sol et des exercices d'ensemble avec agrès portatifs par équipes aux Jeux d'Helsinki 1952. Championne du monde de gymnastique artistique du concours général par équipes1954. († 7 juillet 2001).
- 1929 : 
  - Mário Wilson, footballeur puis entraîneur portugais. Sélectionneur de l'équipe du Portugal de 1978 à 1980. († 3 octobre 2016).
- 1931 : 
  - Nikolaj Kamenski, sauteur à ski soviétique puis russe. († 21 juillet 2017).
- 1932 : 
  - Raymond Albaladejo, joueur rugby à XV français. († 10 septembre 1964).
- 1934 : 
  - Johnny Haynes, footballeur anglais. (56 sélections en équipe nationale). († 18 octobre 2005).
- 1940 :
  - Jim Smith, footballeur puis entraîneur anglais.
- 1942 : 
  - Jean-Pierre Dogliani, footballeur puis entraîneur français. (1 sélection en équipe de France). († 17 avril 2003).
- 1945 : 
  - Olindo Iacobelli, pilote de courses automobile d'endurance italien.
- 1946 : 
  - Peter Owen, pilote de courses automobile d'endurance britannique.
  - Bob Seagren, athlète de sauts à la perche américain. Champion olympique aux Jeux de Mexico 1968 puis médaillé d'argent aux Jeux de Munich 1972.

### XXesièclede1951à2000
- 1954 :
  - Marie-Claire Battistelli, basketteuse française. (11 sélections en équipe de France).
- 1957 :
  - Steve McMichael, joueur de foot U.S. américain.  († 23 avril 2025).
  - Vincent Van Patten, joueur de tennis américain.
- 1958 :
  - France St-Louis, hockeyeuse sur glace canadienne. Médaillé d'argent aux Jeux de Nagano 1998. Championne du monde de hockey sur glace 1990, 1992, 1994, 1997 et 1999.
- 1963 :
  - Sergio Goycochea, footballeur argentin. Vainqueur des Copa América 1991 et 1993 puis de la Copa Libertadores 1986. (44 sélections en équipe nationale).
- 1966 :
  - Shaun Edwards, joueur de rugby à XIII et entraîneur de rugby à XV anglais. (39 sélections en équipe nationale).
  - Tommy Kendall, pilote de courses automobile américain.
- 1967 :
  - Christelle Marchand, handballeuse française. (90 sélections en équipe de France).
  - Nathalie Tauziat, joueuse de tennis française. Victorieuse de la Fed Cup 1997.
- 1968 :
  - Graeme Le Saux, footballeur anglais. Vainqueur de la Coupe d'Europe des vainqueurs de coupe de football 1998. (36 sélections en équipe nationale).
- 1969 :
  - Ernie Els, golfeur sud-africain. Vainqueur des US Open 1994 et 1997, et des Open britannique 2002 et 2012.
- 1970 :
  - Anil Kumble, joueur de cricket indien. (132 sélections Test cricket).
- 1973 :
  - Frédéric Duthil, véliplanchiste et skipper français.
  - Ruben Garces, basketteur panaméen. (34 sélections en équipe nationale).
- 1975 :
  - Francis Bouillon, hockeyeur sur glace américano-canadien.
- 1976 :
  - Sebastián Abreu, footballeur uruguayen. (73 sélections en équipe nationale).
- 1977 :
  - Dudu Aouate, footballeur israélien. (78 sélections en équipe nationale).
  - André Villas-Boas, entraîneur de football portugais. Vainqueur de la Ligue Europa 2011.
- 1978 :
  - Jerry Flannery, joueur rugby à XV irlandais. Vainqueur du Grand chelem 2009 puis des Coupe d'Europe 2006 et 2008. (41 sélections en équipe nationale).
  - Lars Hirschfeld, footballeur canadien. (46 sélections en équipe nationale).
  - Sandro Schwarz, footballeur puis entraîneur allemand.
- 1979 :
  - Kimi Räikkönen, pilote de F1 et de rallye finlandais. Champion du monde de Formule 1 2007 (21 victoires en Grand Prix).
  - Konstantínos Tsartsarís, basketteur grec. Champion d'Europe de basket-ball 2005. Vainqueur des Euroligue 2007, 2009 et 2011. (34 sélections en équipe nationale).
- 1981 :
  - Snorri Steinn Guðjónsson, handballeur islandais. Médaillé d'argent aux Jeux de Pékin 2008. (232 sélections en équipe nationale).
  - Oleksandr Materoukhine, hockeyeur sur glace ukrainien-biélorusse.
- 1982 :
  - Yuko Oga, basketteuse japonaise. (60 sélections en équipe nationale).
  - Marion Rolland, skieuse française. Championne du monde de ski alpin de la descente 2013.
- 1983 :
  - Ivan Saenko, footballeur russe. (13 sélections en équipe nationale).
- 1984 :
  - Keddric Mays, basketteur américain.
  - Robert van der Horst, hockeyeur sur gazon néerlandais. Médaillé d'argent aux Jeux de Londres 2012. Champion d'Europe de hockey sur gazon 2007 et 2015. (272 sélections en équipe nationale).
- 1985 :
  - Carlos Gonzalez, joueur de baseball vénézuélien.
  - Tiago Rocha, handballeur portugais. (136 sélections en équipe nationale).
  - Manon Sinico, basketteuse française.
- 1986 :
  - Alexandre Bonnet, footballeur français.
  - Sarah Bouhaddi, footballeuse française. Victorieuse des Ligue des champions féminine 2011, 2012, 2016, 2017, 2018, 2019 et 2020. (149 sélections en équipe de France).
  - Aija Brumermane, basketteuse lettone. (41 sélections en équipe nationale).
- 1987 :
  - Hideto Takahashi, footballeur japonais.
- 1988 :
  - Daniel Hérelle, footballeur français.
  - Federico Colbertaldo, nageur italien.
  - Serhiy Hladyr, basketteur ukrainien. (36 sélections en équipe nationale).
  - Belal Mansoor Ali, athlète de demi-fond bahreïnien.
  - Pierre Picco, céiste français. Champion du monde de canoë-kayak du slalom en C2 par équipes 2010 et 2017 puis champion du monde de canoë-kayak du slalom en C2 par équipes et médaillé d'argent du C2 2014 et 2015. Champion d'Europe canoë-kayak du slalom en C2 par équipes 2013 puis champion d'Europe canoë-kayak du slalom en C2 par équipes et en double 2017.
- 1989 :
  - Alexandru Mățel, footballeur roumain. (17 sélections en équipe nationale).
- 1990 :
  - Marius Copil, joueur de tennis roumain.
  - Saki Kumagai, footballeuse japonaise. Médaillée d'argent aux Jeux de Londres 2012. Championne du monde de football féminin 2011. Championne d'Asie de football féminin 2018. Victorieuse des Ligue des champions féminine 2016, 2017, 2018, 2019 et 2020. (112 sélections en équipe nationale).
  - Natalie Spooner, hockeyeuse sur glace canadienne. Championne olympique aux Jeux de Sotchi 2014 puis médaillée d'argent aux Jeux de Pyeongchang 2018. Championne du monde de hockey sur glace féminin 2012.
- 1991 :
  - Trine Østergaard Jensen, handballeuse danoise. Victorieuse de la Coupe EHF de handball féminin 2011 et de la Coupe d'Europe des vainqueurs de coupe de handball féminin 2015. (105 sélections en équipe nationale).
- 1992 :
  - Louise Burgaard, handballeuse danoise. Victorieuse de la Coupe EHF de handball féminin 2013 et de la Coupe d'Europe des vainqueurs de coupe de handball féminin 2014. (97 sélections en équipe nationale).
- 1993 :
  - Vincent Poirier, basketteur français. Médaillé de bronze au Mondial de basket-ball 2019. (28 sélections en équipe de France).
- 1995 :
  - Benoît Cosnefroy, cycliste sur route français.
  - Dimítris Giannoúlis, footballeur grec.
  - Fanta Keita, handballeuse franco-sénégalaise.
  - Alekseï Miranchuk, footballeur russe. (22 sélections en équipe nationale).
  - Anton Miranchuk, footballeur russe. (9 sélections en équipe nationale).
  - Louis Pijourlet, cycliste sur route français.
- 1996 :
  - Jake DeBrusk, hockeyeur sur glace canadien.
  - Diogo Hasse Ferreira, joueur de rugby à XV portugais. (36 sélections en équipe nationale).
  - George Furbank, joueur rugby à XV anglais. (1 sélection en équipe nationale).
- 1997 :
  - Robert Williams, basketteur américain.

### XXIesiècle
- 2001 :
  - Lars Craps, coureur cycliste belge.
  - Tommy Doyle, footballeur anglais.
  - Théo Forner, joueur de rugby à XV et à sept français. Champion olympique aux Jeux de Paris 2024. (65 sélections avec l'équipe de France masculine de rugby à sept).
  - Gémima Joseph, athlète française. Vice-championne d'Europe du relais 4 × 100 mètres en 2024.
  - Olav Kooij, coureur cycliste néerlandais.
  - Paulina Niklaus, joueuse de hockey sur gazon allemande.
  - Francho Serrano, footballeur espagnol.
  - Isaiah Todd, joueur de basket-ball américain.
- 2002 :
  - Maximilian Beier, footballeur allemand. (2 sélections en équipe nationale).
  - Guéla Doué, footballeur ivoirien. (2 sélections en équipe nationale).
  - Patrick Eddy, coureur cycliste australien.
  - Matthew Knies, joueur de hockey sur glace américain.
- 2003 :
  - Artur Felfner, athlète ukrainien spécialiste du lancer du javelot.
  - Simon Forsmark, joueur de hockey sur glace suédois.
  - Charlie Patino, footballeur anglais.
  - Martin Stoychev, footballeur bulgare.
- 2004 :
  - Ramol Sillamaa, footballeur estonien. (1 sélection en équipe nationale).
- 2005 :
  - Deng Yawen, coureuse cycliste chinoise spécialiste du BMX freestyle. Championne olympique du park aux Jeux d'été de 2024.
  - Jerónimo Domina, footballeur argentin.
  - Lola Lovinfosse, pilote automobile française.
- 2006 :
  - Rafael Fente-Damers, nageur français. Médaillé de bronze du relais 4 x 100 mètres 4 nages lors des Jeux olympiques de Paris 2024.

## Décès

### XIXesiècle
- 1899 :
  - George Allan, 24 ans, footballeur écossais. (1 sélection en équipe nationale). (° 23 août 1875).

### XXesièclede1901à1950
- 1946 :
  - Tom Pettitt, 86 ans, joueur de paume et de tennis britannique. (° 19 octobre 1859).

### XXesièclede1951à2000
- 1971 :
  - Charles Renaux, 86 ans, footballeur français. (1 sélection en équipe de France). (° 31 décembre 1884).
- 1972 : 
  - Turk Broda, 58 ans, hockeyeur sur glace canadien. (° 15 mai 1914).
- 1980 : 
  - Maurice Celhay, 69 ans, joueur de rugby à XV français. (6 sélections en équipe de France). (° 17 mai 1911).

### XXIesiècle
- 2001 : 
  - Micheline Ostermeyer, 78 ans, athlète de lancers et de sauts ainsi que basketteuse française. Championne olympique du disque et du poids puis médaillée de bronze de la hauteur aux Jeux de Londres 1948. (° 23 décembre 1922).
- 2005 : 
  - Carlos Gomes, 73 ans, footballeur puis entraîneur portugais. (18 sélections en équipe nationale). (° 18 janvier 1932).
- 2007 : 
  - Maria Kwaśniewska, 94 ans, athlète du lancer de javelot polonaise. Médaillée de bronze aux Jeux de Berlin 1936. (° 15 août 1913).
- 2012 : 
  - Émile Allais, 100 ans, skieur alpin français. Médaille de bronze du combiné aux Jeux de Garmisch-Partenkirchen 1936. Médaillé d'argent de la descente et du combiné aux Championnats du monde de ski alpin 1935, champion du monde de ski alpin de la descente, du slalom et du combiné en 1937. Champion du monde de ski alpin du combiné et médaillé d'argent de la descente et du slalom en 1938. (° 25 février 1912).
  - Slater Martin, 86 ans, basketteur puis entraîneur américain. (° 22 octobre 1925).
  - Pépito Pavon, 71 ans, footballeur franco-espagnol. (° 12 février 1941).
- 2016 :
  - Rémy Vogel, 55 ans, footballeur français. (° 26 novembre 1960).